# Work.ua
Work.ua — це український онлайн-портал з пошуку роботи та надання вакансій. Цей сайт допомагає працівникам знаходити робочі місця в різних галузях та регіонах України. Роботодавці також можуть розміщувати оголошення про вакансії на платформі Work.ua з метою знаходження підходящих кандидатів.. У 2011—2016 роках посідав першу позицію серед подібних інтернет-порталів.[джерело?]

## Історія
Сайт створено дніпровською компанією «Реактор» 2006 року. Більшість послуг спершу були безкоштовними, прибуток приносило виділення вакансії в результатах пошуку, продаж преміум-акаунтів з автоматичним оновленням вакансій і розміщення логотипів. Так продовжувалось до 2010 року.
У вересні 2010 року сайт обмежив публікацію безкоштовних вакансій для однієї компанії до 3-х на місяць та зменшив кількість контактів резюме, котрі можна безкоштовно відкрити, до 5 на день.
2011 року з'явилась можливість замовляти, оплачувати та активувати майже всі послуги сайту, у липні 2013 року сайт запустив мобільну версію.
У лютому 2015 року запущено розділ «Робота для переселенців» на допомогу вимушеним переселенцям з Донбасу та Криму.
У середині 2017 року на сайті було 1,9 млн. резюме та 88 тис. вакансій.
З 9 листопада 2018 року мовою сайту за замовчуванням стала українська.
10 серпня 2023 року сервіс з працевлаштування Work.ua заявив про розрив контрактів із роботодавцями з 20 міжнародних компаній, які не залишили російського ринку. Загальна сума щорічних контрактів із цими компаніями складає 5 млн грн. В офіційній заяві представники Work.ua наголосили, що ця дія є тільки першим кроком та запропонували повідомляти перевірені дані щодо компаній, які можуть доповнити список спонсорів війни.
|                                             | В українців є дві найхарактерніші риси — терплячість і сміливість. Ми довго проявляли терплячість. Спочатку вірили, що всі вони скоро теж вийдуть з росії. Потім, що просто не зрозуміли, й наші топменеджери таки зможуть переконати, показати їм Бучу, показати Маріуполь, показати знищені будинки та смерті… що несе співпраця цих компаній з ворогом на нашу землю. Але ні. Не змогли. Вибір цих компаній — бути з нашим ворогом. То нехай будуть! Лише з ним. Настав час проявити сміливість. Півтора року — це точно межа. І якщо казати, який дарунок ми можемо зробити собі як люди і як нація на День Незалежності цього року — так це позбавитись на нашій землі всіх зв’язків із брудними брендами та бізнесами, що досі працюють в росії |
| — Артур Міхно, співзасновник та CEO Work.ua | |

## Досягнення
- Лідер серед українських ресурсів пошуку роботи за кількістю відвідувачів за період березень-вересень 2014 року[11].
- В липні 2015 року — лідер за впізнаваністю серед сайтів пошуку роботи[12].
- За даними відкритого рейтингу народних уподобань «Фаворити Успіху» сайт у 2011—2016 роках посідав позицію № 1 в категорії «Інтернет-портал працевлаштування»[13].

## Цікаві факти
За статистикою, на початок серпня 2023 року сайт відвідує 500 тис. відвідувачів на день, він має 3,6 млн резюме кандидатів, 96 тис.
вакансій. Послугами сайту скористалися 86 тис. роботодавців.

## Галерея

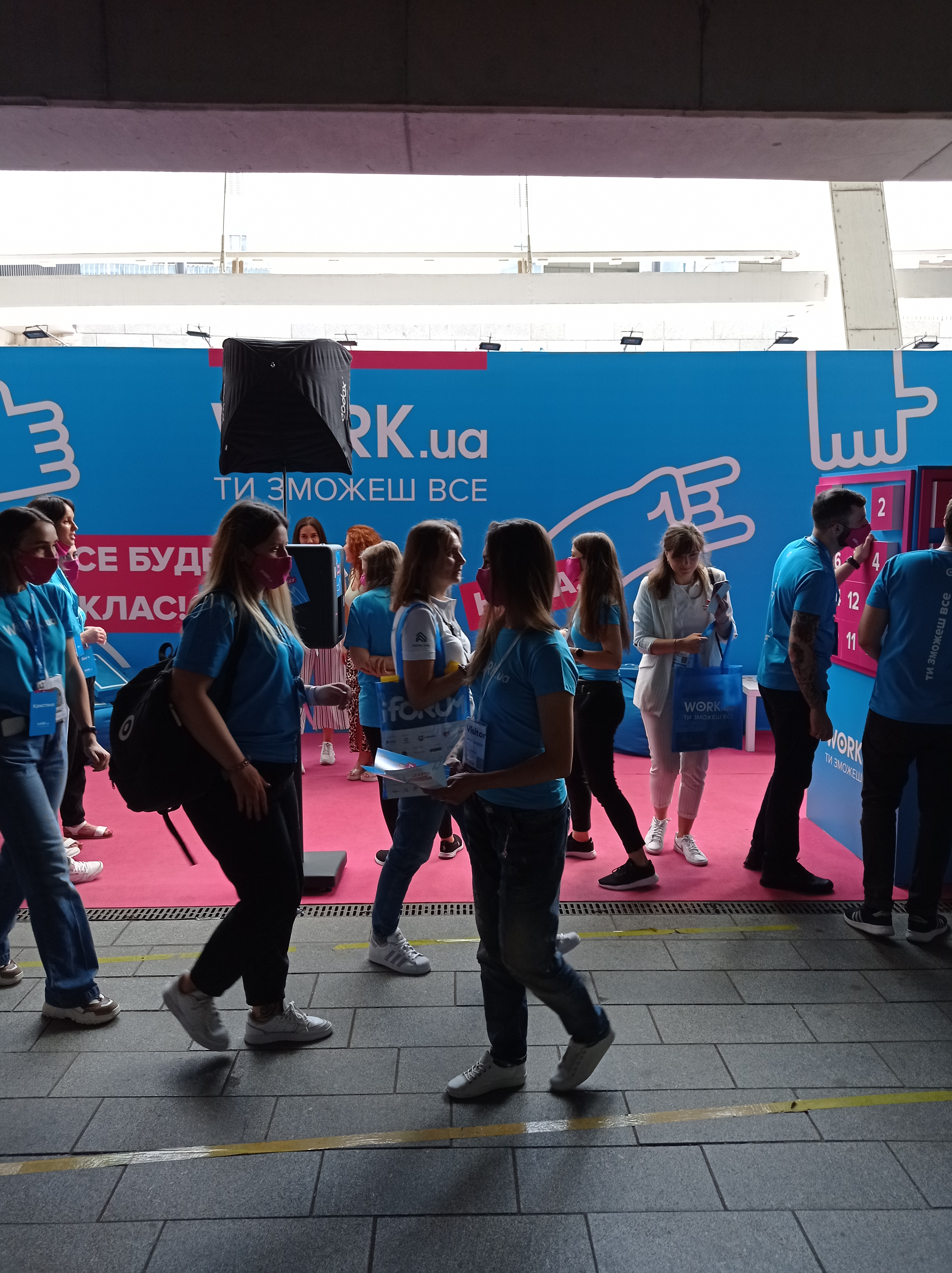
Work.ua на конференції IForum 2021
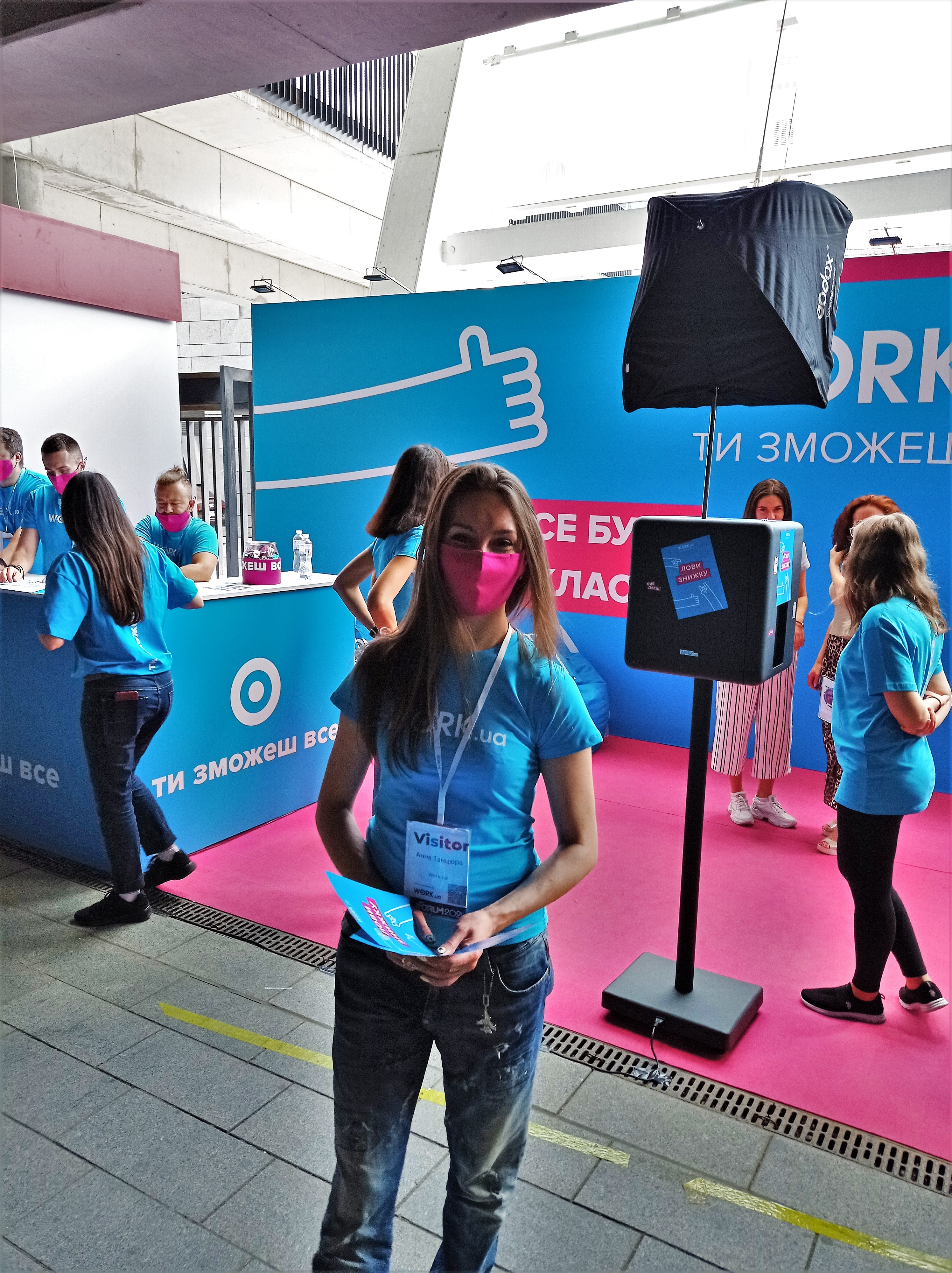
Work.ua на конференції IForum 2021
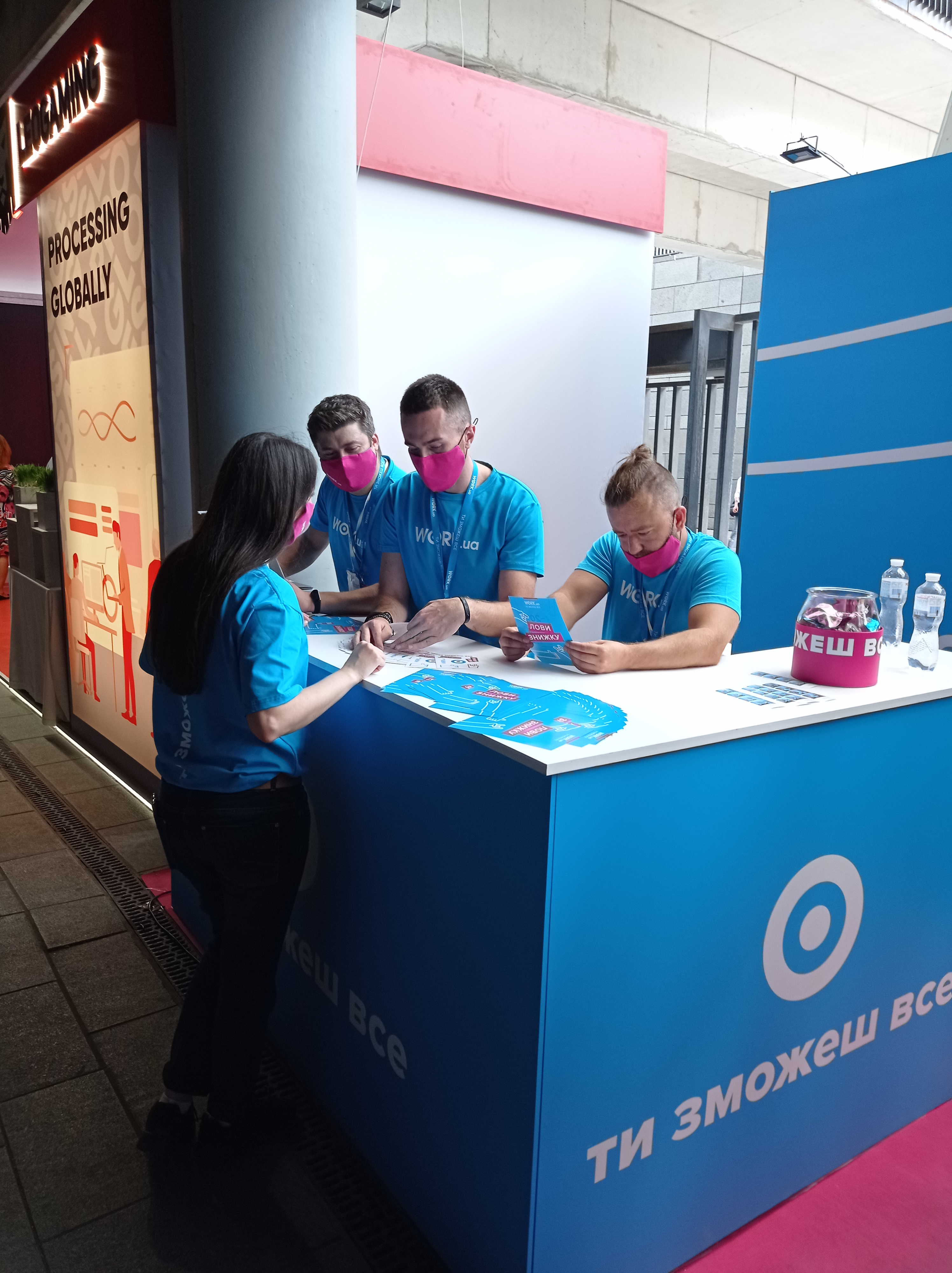
Work.ua на конференції IForum 2021
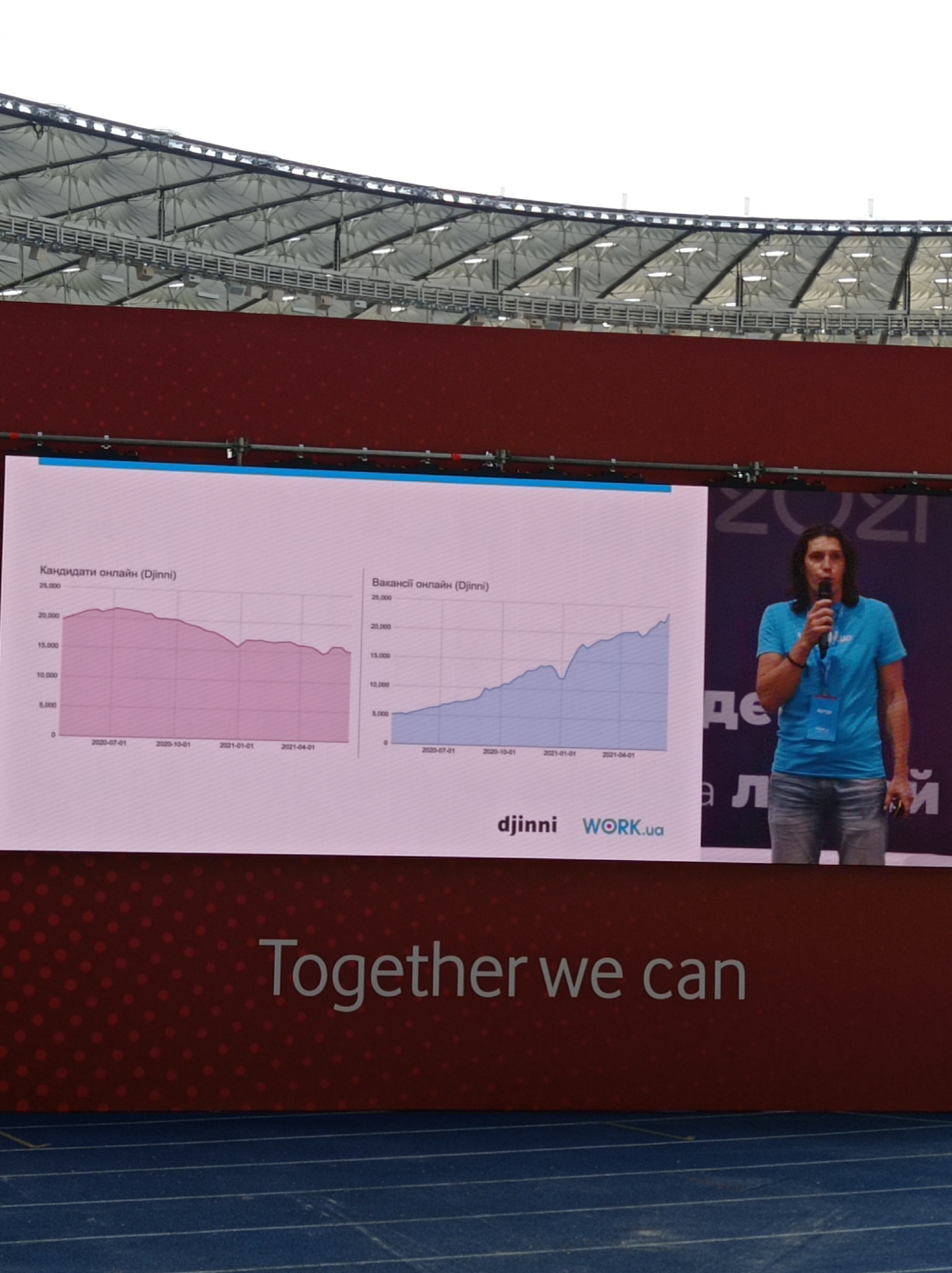
Артур Міхно, Work.ua, на конференції IForum 2021